# World's Scariest Police Chases
World's Scariest Police Chases é um jogo eletrônico de perseguição policial. O jogo é inspirado no programa World's Wildest Police Videos da Fox. O jogo só foi lançado para o console PlayStation em maio de 2001. Não foi lançado oficialmente na Austrália porque o jogo saiu das lojas em abril de 2002.O que foi trágico para os fans da franquia.
O jogo recebeu criticas mistas que vão desde um 6.5/ 10 a partir da Gamespot.com, para a 9/10 da Official Playstation Magazine (UK).